# Elaphoglossum amblyphyllum
Elaphoglossum amblyphyllum är en träjonväxtart som beskrevs av P. R. Bell. Elaphoglossum amblyphyllum ingår i släktet Elaphoglossum och familjen Dryopteridaceae. Inga underarter finns listade.